# Benjamin Angoua
Brou Benjamin Angoua, född 28 november 1986 i Anyama, är en ivoriansk fotbollsspelare som spelar för Stade Briochin.

## Karriär
Angoua debuterade för Valenciennes den 13 februari 2010, i en 2–1-vinst över OGC Nice. Han spelade totalt 4,5 år för Valenciennes.
Inför säsongen 2013/2014 skrev han kontrakt med Guingamp i Ligue 1.